# Кенија на Светском првенству у атлетици на отвореном 2013.
Кенија је учествовала на 14. Светском првенству у атлетици на отвореном 2013. одржаном у Москви од 10. до 18. августа четрнаести пут, односно учествовала је на свим првенствима до данас. Кенија је пријавила 48 учесника (28 мушкарца и 20 жене) у 15 дисциплина (8 мушких и 7 женских) али је коначан број такмичара 47 (28 мушкараца и 19 жена).,
На овом првенству Кенија је по броју освојених медаља заузела 5. место са дванаест освојених медаља (пет златних, четири сребрне и три бронзане). Поред медаља, Кенија је остварила један светски рекорд сезоне, један национални рекорд, пет лична и три лична рекорда сезоне. У табели успешности према броју и пласману такмичара који су учествовали у финалним такмичењима (првих 8 такмичара) Кенија је са 26 учесника у финалу заузела 3. место са 139 бодова.
| Плас. | Земља  | 1. место | 2. место | 3. место | 4. место | 5. место | 6. место | 7. место | 8. место | Бр. финал. | Бод. |
| ----- | ------ | -------- | -------- | -------- | -------- | -------- | -------- | -------- | -------- | ---------- | ---- |
| 3.    | Кенија | 5        | 4        | 3        | 6        | 2        | 3        | 3        | 0        | 26         | 139  |

## Учесници
| Мушкарци: - Фергусон Ротич Черијот — 800 м - Anthony Chemut — 800 м - Jeremiah Kipkorir Mutai — 800 м - Асбел Кипроп — 1.500 м - Никсон Киплимо Чепсеба — 1.500 м - Бетвел Бирген — 1.500 м - Силас Киплагат — 1.500 м - Едвин Чериот Сои — 5.000 м - Ајзаја Киплангат Коеч — 5.000 м - Томас Пкемеји Лонгосива — 5.000 м - Џон Кипкоеч — 5.000 м - Пол Кипнегетич Тануи — 10.000 м - Бедан Кароки — 10.000 м - Кенет Кипкемои — 10.000 м - Питер Кимели Соме — Маратон - Бернард Кипјего — Маратон - Мајкл Кипјего — Маратон - Nicholas Kipkemboi — Маратон - Бернард Кипроп Коеч — Маратон - Абел Мутаи — 3.000 м препреке - Консеслус Кипруто — 3.000 м препреке - Пол Кипсијеле Коеч — 3.000 м препреке - Езекијел Кембој — 3.000 м препреке - Mike Mokamba Nyang'Au — 4х400 м - Alphas Kishoyian — 4х400 м - Anthony Chemut — 4х400 м - Moses Kipkorir Kertich — 4х400 м - Џулијус Јего — Бацање копља | Жене: - Морин Џелагат Маијо — 400 м - Вини Чебет — 800 м - Јунис Џепкоеч Сум — 800 м - Ненси Џебет Лангат — 1.500 м - Фаит Чепнгетич Кипјегон — 1.500 м - Хелен Онсандо Обири — 1.500 м - Виола Кибивот — 5.000 м - Мерси Чероно — 5.000 м - Margaret Wangari Muriuki — 5.000 м - Гледис Чероно — 10.000 м - Емили Чебет — 10.000 м - Сали Чепјего Каптич — 10.000 м - Една Киплагат — Маратон - Lucy Wangui Kabuu — Маратон - Валентина Јепкорир Кипкетер — Маратон - Лидија Чепкуруи — 3.000 м препреке - Милка Чемос Чејва — 3.000 м препреке - Хивин Кијенг Јепкемои — 3.000 м препреке - Гледис Кипкемои — 3.000 м препреке |  |

## Освајачи медаља (12)

### Злато (5)
| (М) - Асбел Кипроп — 1.500 м - Езекијел Кембој — 3.000 м препреке | (Ж) - Јунис Џепкоеч Сум — 800 м - Една Киплагат — Маратон - Милка Чемос Чејва — 3.000 м препреке |

### Сребро (4)
| (М) - Консеслус Кипруто — 3.000 м препреке | (Ж) - Мерси Чероно — 5.000 м - Гледис Чероно — 10.000 м - Лидија Чепкуруи — 3.000 м препреке |

### Бронза (3)
| (М) - Ајзаја Киплангат Коеч — 5.000 м - Пол Кипнегетич Тануи - 10.000 м | (Ж) - Хелен Онсандо Обири — 1.500 м |

## Резултати

### Мушкарци
| Атлетичар                                                                    | Дисциплина       | Лични рекорд | Предтакмичење      | Предтакмичење      | Квалификације         | Квалификације        | Полуфинале                   | Полуфинале                   | Финале               | Финале               | Детаљи |
| Атлетичар                                                                    | Дисциплина       | Лични рекорд | Резултат           | Место              | Резултат              | Место                | Резултат                     | Место                        | Резултат             | Место                | Детаљи |
| ---------------------------------------------------------------------------- | ---------------- | ------------ | ------------------ | ------------------ | --------------------- | -------------------- | ---------------------------- | ---------------------------- | -------------------- | -------------------- | ------ |
| Фергусон Ротич Черијот                                                       | 800 м            | 1:44,38      |                    |                    | 1:45,25 КВ            | 2. у гр. 5           | Дисквалификован по чл. 163,3 | Дисквалификован по чл. 163,3 | Није се квалификовао | Није се квалификовао |        |
| Anthony Chemut                                                               | 800 м            | 1:43,96      | 1:47,13 КВ         | 2. у гр. 6         | 1:46,06               | 6. у гр. 3           | Није се квалификовао         | 15 / 47 (49)                 |                      |                      |        |
| Jeremiah Kipkorir Mutai                                                      | 800 м            | 1:44,59      | 1:50,17            | 2. у гр. 6         | Није се квалификовао  | Није се квалификовао | Није се квалификовао         | 40 / 47 (49)                 |                      |                      |        |
| Асбел Кипроп                                                                 | 1.500 м          | 3:27,72      | 3:38,15 КВ         | 1. у гр. 1         | 3:43,30 КВ            | 3. у гр. 1           | 3:36,28                      |                              |                      |                      |        |
| Никсон Киплимо Чепсеба                                                       | 1.500 м          | 3:29,77      | 3:38,37 КВ         | 1. у гр. 3         | 3:35,88 КВ            | 1. у гр. 2           | 3:36,87                      | 4 / 37 (38)                  |                      |                      |        |
| Силас Киплагат                                                               | 1.500 м          | 3:29.27      | 3:39,31 КВ         | 1. у гр. 2         | 3:43,52 КВ            | 2. у гр. 1           | 3:37,11                      | 6 / 37 (38)                  |                      |                      |        |
| Бетвел Бирген                                                                | 1.500 м          | 3:30,77      | 3:38,60 КВ         | 4. у гр. 3         | 3:37,34               | 10. у гр. 2          | Није се квалификовао         | 10 / 37 (38)                 |                      |                      |        |
| Едвин Чериот Сои                                                             | 5.000 м          | 12:51,34     | 13:21,44 КВ        | 2. у гр. 2         |                       |                      | 13:29,01                     | 5 / 29 (31)                  |                      |                      |        |
| Ајзаја Киплангат Коеч                                                        | 5.000 м          | 12:48,64     | 13:22,19 КВ        | 3. у гр. 2         | 13:27,26              |                      |                              |                              |                      |                      |        |
| Томас Пкемеји Лонгосива                                                      | 5.000 м          | 12:49,04     | 13:23,94 КВ        | 4. у гр. 1         | 13:27,67              | 4 / 29 (31)          |                              |                              |                      |                      |        |
| Џон Кипкоеч                                                                  | 5.000 м          | 12:48,77     | 13:31,21           | 10. у гр. 1        | Није се квалификовао  | 10 / 29 (31)         |                              |                              |                      |                      |        |
| Пол Кипнегетич Тануи                                                         | 10.000 м         | 26:50,63     |                    |                    |                       |                      |                              |                              | 27:22,61             |                      |        |
| Бедан Кароки                                                                 | 10.000 м         | 27:05,50     | 27:27,17           | 6 / 32 (35)        |                       |                      |                              |                              |                      |                      |        |
| Кенет Кипкемои                                                               | 10.000 м         | 26:52,65     | 27:28,50 ЛРС       | 7 / 32 (35)        |                       |                      |                              |                              |                      |                      |        |
| Питер Кимели Соме                                                            | Маратон          | 2:05:38      | 2:11:47            | 9 / 50 (70)        |                       |                      |                              |                              |                      |                      |        |
| Бернард Кипјего                                                              | Маратон          | 2:06:29      | 2:14:01            | 12 / 50 (70)       |                       |                      |                              |                              |                      |                      |        |
| Мајкл Кипјего                                                                | Маратон          | 2:06:48      | 2:17:47            | 24 / 50 (70)       |                       |                      |                              |                              |                      |                      |        |
| Nicholas Kipkemboi                                                           | Маратон          | 2:06:33      | Нису завршили трку | Нису завршили трку |                       |                      |                              |                              |                      |                      |        |
| Бернард Кипроп Коеч                                                          | Маратон          | 2:05:38      | Нису завршили трку | Нису завршили трку |                       |                      |                              |                              |                      |                      |        |
| Абел Мутаи                                                                   | 3.000 м препреке | 8:01,67      |                    |                    | 8:19,15               | 3. у гр. 1           |                              |                              | 8:17,04              | 7 / 35 (41)          |        |
| Консеслус Кипруто                                                            | 3.000 м препреке | 8:06,16      | 8:22,31            | 1. у гр. 3         | 8:06,37               |                      |                              |                              |                      |                      |        |
| Пол Кипсијеле Коеч                                                           | 3.000 м препреке | 8:01,16      | 8:22,88            | 2. у гр. 3         | 8:08,62               | 4 / 35 (41)          |                              |                              |                      |                      |        |
| Езекијел Кембој                                                              | 3.000 м препреке | 7:55,76      | 8:23,84            | 2. у гр. 2         | 8:06,01               |                      |                              |                              |                      |                      |        |
| Mike Mokamba Nyang'Au Alphas Kishoyian Anthony Chemut Moses Kipkorir Kertich | 4 х 400 м        | 2:59,63 НР   | 3:06,29 НРС        | 7. у гр. 2         | Није се квалификовала | 23 / 24              |                              |                              |                      |                      |        |
| Џулијус Јего                                                                 | Бацање копља     | 82,09 НР     | 80,88 кв           | 5. у гр. А         | 85,40 НР              | 4 / 33               |                              |                              |                      |                      |        |

### Жене
| Атлетичарка                 | Дисциплина       | Лични рекорд | Квалификације                 | Квалификације                 | Полуфинале            | Полуфинале            | Финале                | Финале                | Детаљи |
| Атлетичарка                 | Дисциплина       | Лични рекорд | Резултат                      | Место                         | Резултат              | Место                 | Резултат              | Место                 | Детаљи |
| --------------------------- | ---------------- | ------------ | ----------------------------- | ----------------------------- | --------------------- | --------------------- | --------------------- | --------------------- | ------ |
| Maureen Jelagat Maiy        | 400 м            | 51,63        | Дисквалификована по чл. 163,3 | Дисквалификована по чл. 163,3 | Није се квалификовала | Није се квалификовала | Није се квалификовала | Није се квалификовала |        |
| Јунис Џепкоеч Сум           | 800 м            | 1:59,13      | 2:00,49 КВ                    | 1. у гр. 4                    | 2:00,70               | 1. у гр. 2            | 1:57,38 ЛР            |                       |        |
| Вини Чебет                  | 800 м            | 1:59,37      | 1:59,58 кв, ЛРС               | 4. у гр. 1                    | 2:01,04               | 8. у гр. 1            | Није се квалификовала | 12 / 32               |        |
| Хелен Онсандо Обири         | 1.500 м          | 3:58,58      | 4:06,98 КВ                    | 2. у гр. 3                    | 4:05,76 КВ            | 2. у гр. 2            | 4:03,86               |                       |        |
| Ненси Џебет Лангат          | 1.500 м          | 4:00,13      | 4:07,98 КВ                    | 4. у гр. 1                    | 4:05,30 кв            | 6. у гр. 2            | 4:06,01               | 9 / 37                |        |
| Фаит Чепнгетич Кипјегон     | 1.500 м          | 3:56,98 НР   | 4:08,66 КВ                    | 5. у гр. 2                    | 4:04,83 КВ            | 2. у гр. 1            | 4:05,08               | 5 / 37                |        |
| Виола Кибивот               | 5.000 м          | 14:33,48     | 15:24,47 КВ                   | 3. у гр. 2                    |                       |                       | 15:01,67              | 4 / 21 (22)           |        |
| Мерси Чероно                | 5.000 м          | 14:35,13     | 15:34,70 КВ                   | 1. у гр. 1                    | 14:51,22              |                       |                       |                       |        |
| Margaret Wangari Muriuki    | 5.000 м          | 14:40,48     | Није завршила трку            | Није завршила трку            | Није се квалификовала | Није се квалификовала |                       |                       |        |
| Гледис Чероно               | 10.000 м         | 30:29,23     |                               |                               |                       |                       | 30:45,17              |                       |        |
| Емили Чебет                 | 10.000 м         | 31:30,22     | 30:47,02 ЛР                   | 4 / 17 (19)                   |                       |                       |                       |                       |        |
| Сали Чепјего Каптич         | 10.000 м         | 31:33,76     | 31:22,11 ЛР                   | 7 / 17 (19)                   |                       |                       |                       |                       |        |
| Една Киплагат               | Маратон          | 2:19:50      | 2:25:44                       |                               |                       |                       |                       |                       |        |
| Луси Вангуи Кабу            | Маратон          | 2:19:34      | 2:44:06 ЛРС                   | 24 / 46 (72)                  |                       |                       |                       |                       |        |
| Валентина Јепкорир Кипкетер | Маратон          | 2:24:33      | Није завршила трку            | Није завршила трку            |                       |                       |                       |                       |        |
| Лидија Чепкуруи             | 3.000 м препреке | 9:13,75      | 9:24,19 КВ                    | 2. у гр. 2                    |                       |                       | 9:12,55 ЛР            |                       |        |
| Милка Чемос Чејва           | 3.000 м препреке | 9:09,61      | 9:36,16 КВ                    | 1. у гр. 1                    | 9:11,65 СРС           |                       |                       |                       |        |
| Hyvin Kiyeng Jepkemoi       | 3.000 м препреке | 9:23,53      | 9:36,19 КВ                    | 2. у гр. 1                    | 9:22,05 ЛР            | 6 / 27 (29)           |                       |                       |        |
| Гледис Кипкемои             | 3.000 м препреке | 9:13,22      | 9:54,22                       | 12. у гр. 2                   | Није се квалификовала | 24 / 27 (29)          |                       |                       |        |